# マリン郡 (カリフォルニア州)
マリン郡（Marin County）は、アメリカ合衆国カリフォルニア州の郡。人口は26万2321人（2020年）。郡庁所在地はサンラフェルである。サンフランシスコの北に位置しており、郡の南部にゴールデンゲートブリッジが位置している。

## 歴史
マリン郡は1850年にカリフォルニア州が設立された時点からある。どうしてこの郡名がついたのかは不明。有力な説として、かつてスペイン軍と戦ったネイティブ・アメリカンのChief Marin（マリン酋長）から付けられたという説とこの辺り一帯をBahia de Nuestra Senora del Rosario la Marineraと読んでいたことから、この名称を省略したという説がある。
また、この地にあるタマルパイス山（通称マウント・タム）はマウンテンバイク発祥の地としても知られる。

## 特色
- マリン郡には、サンフランシスコで働く富裕層が住居を構えており、平均所得はカリフォルニア州内でも高い。
- ジョージ・ルーカスが経営するルーカスフィルムのスタジオであるスカイウォーカーランチが、マリン郡内にある。
- 郡のシビックセンターは、フランク・ロイド・ライトが設計している。
- 州内で最古の刑務所、サン・クエンティン州立刑務所がある。
- 北方のポイント・レイズは、アメリカ合衆国国定モニュメントに指定されている。

## 居住している、またはしていた有名人
- バリー・レビンソン（映画監督）
- ヒューイ・ルイス（歌手）
- ジョージ・ルーカス（映画監督／プロデューサー）
- ヴァン・モリソン（歌手）
- ショーン・ペン（俳優）
- ロビン・ウィリアムズ（俳優／コメディアン）
- スティーヴ・ペリー（歌手）
- ジャニス・ジョプリン（歌手）
- フレッド・コレマツ（市民活動家）

## 都市

### 市
- サンラフェル（郡庁所在地）
- ノバト
- ミルバレー
- ラークスパー
- サウサリート
- ベルベディア

### 町
- サンアンセルモ（英語版）
- コートマデラ（英語版）
- ティブロン
- フェアファックス（英語版）

## 交通
ソノマ・マリンエリア鉄道